# Hu Mingxuan
Hu Mingxuan (胡明轩S, Hú MíngxuānP; Ürümqi, 10 marzo 1998) è un cestista cinese.

## Carriera

### Nazionale
Nel 2022 ha disputato, con la nazionale cinese, i Campionati asiatici, terminando il torneo ai quarti di finale.